# Crédit mutuel Arkéa
Ne doit pas être confondu avec Archaea ou Archéa.
Le Crédit mutuel Arkéa est un groupe de bancassurance coopératif et mutualiste français, l'une des quatre caisses fédérales du Crédit mutuel.
Il est composé des fédérations du Crédit Mutuel de Bretagne et du Sud-Ouest et de leurs caisses locales adhérentes, ainsi que d’une quarantaine de filiales spécialisées (Suravenir, Fortuneo Banque, Arkéa Financement & Services, Monext, Kengo, Arkéa Investment Services (anciennement Federal Finance), Arkéa Assistance, Arkéa Banking Services, Arkéa Crédit Bail, Arkéa Banque Entreprises et Institutionnels, et d’autres). Son siège social est implanté au Relecq-Kerhuon dans le Finistère.
Crédit mutuel Arkéa est la seconde caisse fédérale en termes d'importance au sein du groupe Crédit Mutuel, après le Crédit Mutuel Alliance Fédérale.

## Historique

### Origines
Héritières des associations coopératives locales allemandes créées en 1849 par Frédéric-Guillaume Raiffeisen, les premières caisses rurales ou locales de crédit Mutuel apparaissent à partir de 1884.
En 1893, un avocat lyonnais — Louis Durand — fonde l’Union des caisses rurales et ouvrières de France. Le 12 novembre 1893, l’abbé Trochu fonde, en Bretagne, la caisse rurale de Saint-Laurent-de-Rennes.
En 1911, l'esprit de coopération donne naissance à l’Office central de Landerneau, un organisme qui coordonne l'action de plusieurs coopératives agricoles et d’entreprises œuvrant dans les domaines de l'habitat et du crédit.

### 1926: création de la CB-CAM
En 1926, la Caisse régionale de Bretagne de crédit agricole mutuel (CB-CAM), la caisse inter-sociétés de l'Office central, est créée aux côtés de la coopérative de Landerneau sous la direction de Hervé Budes de Guébriant, alors président de l'Office central entre 1919 et 1956,,,.
Dès les années 1960, l'activité de crédit prend son indépendance sous la gouvernance de son président Hyacinthe Belbéoc'h et de son directeur général, un certain Louis Lichou, arrivé en 1959 sur demande de Hervé Budes de Guébriant,,[source insuffisante]. En 1970, naissance du nom Crédit mutuel de Bretagne (CMB).
Avec la généralisation de la mensualisation et l’obligation du versement des salaires par chèque dans les années 1960, l’ouverture d’un compte bancaire devient une nécessité. Le Crédit Mutuel de Bretagne s’ouvre à de nombreux ouvriers, notamment ceux de l'arsenal de Brest.
En 1976, le Crédit Mutuel de Bretagne (CMB) occupe « une place de premier plan » en regroupant près de 400 caisses, 350 000 sociétaires, 4 000 administrateurs, ainsi que 2 000 employés sur l'ensemble de la Bretagne administrative, selon son président Hyacinthe Belbéoc'h, lors de l'assemblée générale 1976. Louis Lichou, alors directeur général, y déclara : « Le Crédit Mutuel de Bretagne (…) désormais participera activement à l'aménagement de l'environnement et à l'amélioration de la qualité de vie. (…) Ces concours financiers supplémentaires ouvrent de nouvelles perspectives de développement pour la Bretagne ».
De son côté, l'Office central essaime et se structure, avec, notamment la création de Triskalia (anciennement Coopagri Bretagne), de la Mutualité sociale agricole et surtout la constitution progressive de la fédération du Crédit Mutuel de Bretagne (CMB). En 1979, Louis Lichou, alors directeur général, succède à Hyacinthe Belbéoc'h à la présidence du Crédit Mutuel de Bretagne (CMB).

### Années 1980: expansion et développement du groupe

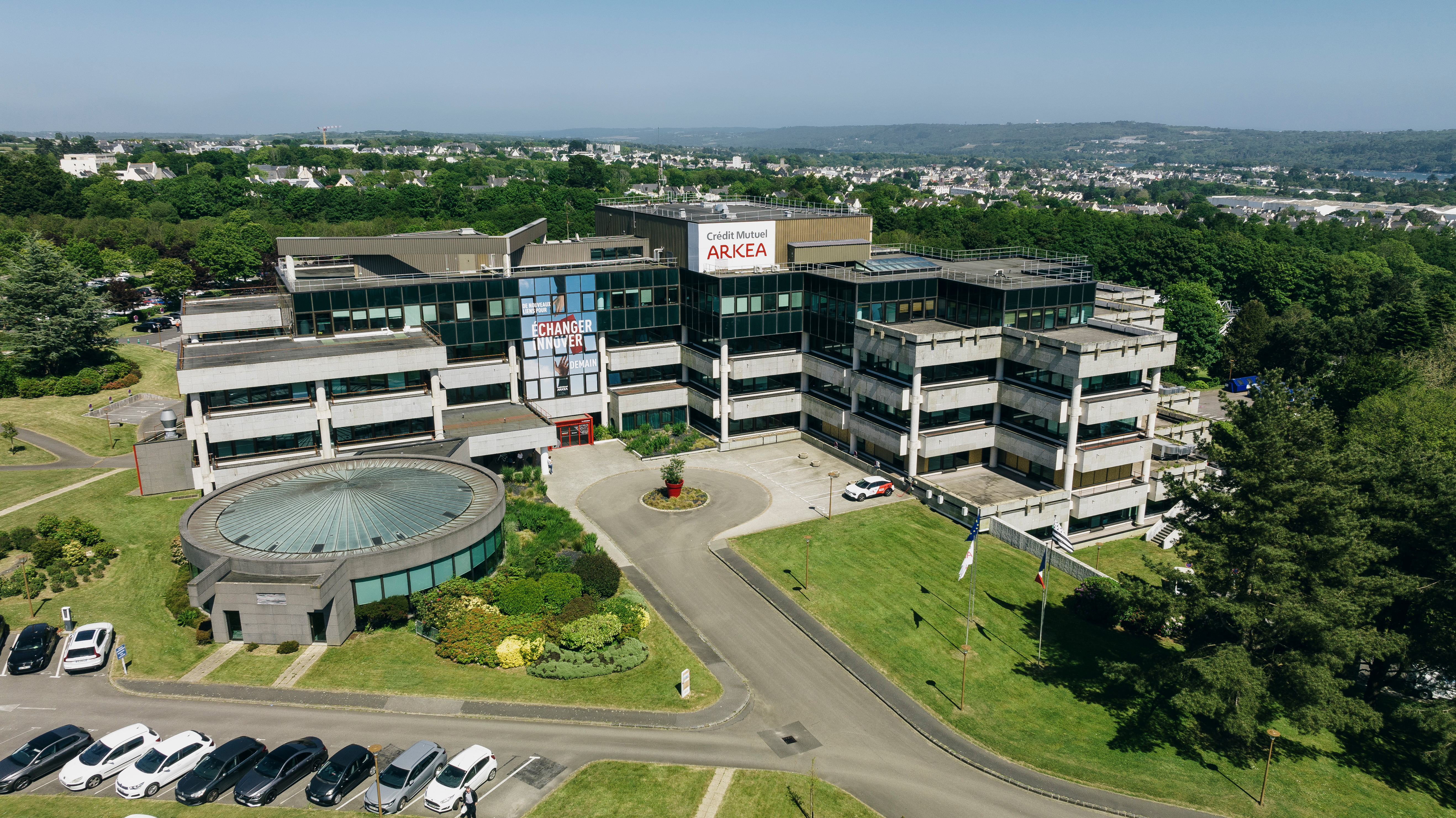
Siège du Crédit Mutuel Arkéa

À partir des années 1980, sous la présidence de Louis Lichou, qui a succédé à Hyacinthe Belbéoc'h,, différentes filiales sont créées au sein du Crédit Mutuel de Bretagne :
- Federal Finance (gestion d’actifs) en 1980[16],
- Suravenir (assurance-vie et prévoyance) en 1984[17],
- Suravenir Assurances et Novélia (assurances-dommages et courtage) en 1988 et 1992[18],
- Arkéa Financement & Services (crédit à la consommation) en 1986[19],
- Banque commerciale pour le marché de l’entreprise en 1986 (devenue Arkéa Banque Entreprises et Institutionnels en 2011)[20].

Dans les années 1990, le groupe étend aussi son offre au domaine de la banque privée avec l’achat de la BPE (Banque privée européenne). Cette filiale est cédée à la Banque postale en avril 2013[source insuffisante].
En 1996, le Crédit Mutuel du Sud-Ouest (CMSO) rejoint le Crédit Mutuel de Bretagne, au sein d'une caisse interfédérale. En 2002, le Crédit Mutuel Arkéa voit le jour autour des trois fédérations du Crédit Mutuel de Bretagne (CMB), du Crédit Mutuel du Sud-Ouest (CMSO) et du Crédit Mutuel Massif Central (CMMC) et d'une vingtaine de filiales spécialisées. Le CMB est la banque d’un Breton sur deux et de deux entreprises bretonnes sur trois. Dans le secteur associatif régional, 50 000 structures bretonnes (deux sur trois) y disposent d'un compte.

### Histoire récente
Sous la gouvernance du président Jean-Pierre Denis et du directeur général Ronan Le Moal, le projet d’entreprise « Horizons 2015 » est appliqué à partir de 2008. Il a pour conséquence le développement de nouveaux services dès 2010, la création et l'acquisition de nouvelles filiales : Arkéa Banking Services, Monext, Leasecom. Durant les années 2010, Arkéa est en conflit latent avec le Crédit Mutuel Centre Est Europe, dominant au sein du Crédit Mutuel. Depuis 2016, le groupe déploie un nouveau projet stratégique : « Arkéa 2020 » qui doit permettre au Crédit Mutuel Arkéa de poursuivre son développement sur des marchés toujours plus concurrentiels. À la recherche de relais de croissance, le Crédit Mutuel Arkéa a tissé des liens avec l’écosystème des startups et des fintechs avec lesquelles il développe diverses formes de coopération.
En septembre 2015, Crédit Mutuel Arkéa acquiert une participation de 86 % dans Leetchi pour 50 millions d'euros et annonce un investissement de 10 millions d'euros supplémentaire dans la structure. En décembre 2015, Arkéa acquiert la banque en ligne belge Keytrade Bank.
Le groupe est aussi actionnaire de Younited (anciennement Prêt d’Union) et de Linxo. En 2016, le groupe a poursuivi ses investissements, en prenant des participations au capital de Grisbee, une plateforme de gestion de patrimoine, et de Vivienne Investissement, une société de gestion quantitative. En juillet 2017, le groupe a pris une participation majoritaire au capital d'une autre fintech : Pumpkin.
Un collectif de salariés, baptisé « Vent debout pour l'emploi », se forme en novembre 2015 et mobilise 12 000 à 15 000 manifestants à Brest le 24 janvier 2016. En mai 2016, Arkéa propose à la Confédération du Crédit Mutuel la création d'un nouvel organe central « Arkéa » respectant les territoires des fédérations, proposition qui est refusée par la Confédération. En octobre, 96,4 % des présidents de caisses locales votent en faveur d'un organe central autonome.
En 2017, Arkéa reçoit des avis négatifs de l’Autorité de la concurrence, du Conseil d’État et de la Cour de justice européenne.
En janvier 2018, les représentants des syndicats de l'UES Arkade du Crédit Mutuel Arkéa CFDT, CGT, Unsa et SNB écrivent aux administrateurs d’Arkéa pour dénoncer le projet d’indépendance de Jean-Pierre Denis. Ces derniers affirment que le président d’Arkéa « aurait pris le contre-pied de toutes ses annonces précédentes en déclarant que l’autonomie était désormais plus importante que la conservation de la marque Crédit mutuel ».
De mars à avril 2018, les administrateurs des 331 caisses locales d’Arkéa sont invités à se prononcer en faveur ou non de l’indépendance. Ce vote s’effectue à main levée et à la majorité absolue. Si la Caisse nationale du Crédit Mutuel a émis un avis défavorable à propos de cette pratique considérant qu'elle ne répondait pas « aux exigences minimales d'un vote démocratique et éclairé », Arkéa oppose à cet argument le fait que « sa gouvernance est fondée sur le principe : un homme, une voix ». Au lancement du vote, la Banque centrale européenne et la Banque de France adressent une nouvelle mise en garde à la fédération bretonne, indiquant qu’elles « n'ont pas reçu d'Arkéa un schéma d'organisation susceptible de permettre aux caisses locales qui feraient le choix de quitter le Crédit mutuel, de préserver un modèle coopératif et mutualiste ».
En mars 2018,, le Crédit Mutuel Arkéa a rendu public ses résultats pour l'exercice 2017. Les performances financières et commerciales atteignent des niveaux records.
Le 30 juin 2018, Arkéa transmet aux autorités bancaires le volet technique de son projet de séparation avec la Confédération nationale du Crédit Mutuel. La nouvelle organisation proposée par la banque repose sur une centralisation plus importante des activités bancaires au niveau du groupe Arkéa et une perte d’agrément pour les caisses locales.
Le 11 juillet 2018, Marylise Lebranchu, ancienne ministre de la Décentralisation de François Hollande crée l'association « Restons Mutualistes » contre le projet d’indépendance d’Arkéa. Elle justifie sa prise de position en raison du flou qui réside dans le projet d’indépendance et affirme que les arguments avancés par Jean-Pierre Denis n'ont « pas de sens ».
En dépit des accusations d’Arkéa quant au mode de fonctionnement de la Confédération Nationale du Crédit Mutuel, Bruno Le Maire, ministre de l’Économie conforte le 10 juillet, dans un courrier officiel, la gouvernance du groupe Crédit Mutuel en approuvant les nouveaux statuts de sa Confédération nationale. Le 24 juillet 2018, l’ancien ministre de l’Économie, Michel Sapin, à l’origine de la réforme des statuts du Crédit Mutuel estime que « le Crédit Mutuel a répondu aux préoccupations d’Arkéa en modifiant ses statuts et Bruno Le Maire vient de les avaliser. Il faut désormais revenir à la raison : la volonté d’autonomie d’Arkéa est légitime, mais il ne faut pas pour cela se priver d’un groupe bancaire puissant. Ce serait dommageable pour la Bretagne et pour la sécurité bancaire en France ».
Le 19 juillet 2018, Arkéa annonce le lancement d'un projet de filière d'excellence dédiée aux Fintechs nommé BRESSST pour Smart, Sciences & Startups.
Le 29 août 2018, le groupe Arkéa publie des résultats semestriels avec un résultat net qui s’élève à 247 millions d’euros. Le portefeuille clients s’élève désormais à 4,4 millions de sociétaires et clients.
Le 30 août 2018, à la demande de l’Autorité des marchés financiers (AMF), Arkéa publie sur son site Internet l'« Actualisation du Document de référence 2017 »,, dans lequel elle présente les risques associés à son éventuelle désaffiliation du Crédit Mutuel. Arkéa liste ainsi des risques « liés à la perte de la marque “Crédit Mutuel” », des risques pour les caisses locales d’Arkéa et d’autres liés « aux calculs prudentiels, […] à l’accord des autorités de contrôle, […] aux demandes d’indemnisation de la CNCM ». Dans ce document, Arkéa déclare également que « du fait de son caractère inédit, Crédit Mutuel Arkéa ne peut garantir que le projet sera conduit à son terme, qu’il ne devra pas faire l’objet de modifications majeures par rapport à ce qui etait initialement prévu ou que des difficultés nouvelles émergent lors de sa mise en œuvre ».
Le 7 septembre 2018, dans un communiqué de presse, les organisations représentatives de la banque mutualiste demandent le déclenchement de l’accord-cadre sur la gestion anticipée des restructurations : « Sur demande de l’intégralité des organisations syndicales, devant la gravité de la situation et l’exacerbation du conflit, le Comité de groupe national (instance unique de représentation des salariés de toutes les fédérations du Crédit Mutuel, ndlr) a décidé de recourir à l’accord de branche Crédit Mutuel […] Ce conflit pourrait impacter de manière significative la stratégie économique ou l’organisation du Crédit Mutuel tout entier et compromettre la stabilité des emplois dans l’ensemble du groupe ».
Le 18 octobre 2018, les représentants du personnel du Crédit Mutuel Arkéa se prononcent contre le projet d’indépendance vis-à-vis du Crédit Mutuel. Ces derniers déclarent que « le projet porté par les dirigeants demeure dans un flou juridique et ne lève aucune incertitude sur le devenir économique et social du groupe ». Les syndicats d’Arkéa dénoncent également le fait que « les attaques répétées du collectif de salariés [Vent Debout pour l'emploi, NDLR], dénigrant le travail des instances représentatives du personnel, avec les moyens que la direction leur a largement octroyés, (…) ont renforcé le clivage entre salariés ».
Le 31 octobre 2018, la grande majorité des caisses locales du Crédit Mutuel Massif Central vote la sortie de la fédération du Crédit Mutuel Arkéa, afin de rester rattachée au Crédit Mutuel : « Les sociétaires du Crédit Mutuel Massif Central (CMMC) ont choisi de rester Crédit Mutuel en approuvant à une très large majorité (85% des suffrages exprimés) les modifications statutaires permettant leur rattachement à la Caisse Fédérale de Crédit Mutuel ».
En décembre 2018, l’agence financière Moody's constate dans une note que le Crédit Mutuel Arkéa ne serait pas en mesure de faire voter ses administrateurs sur son projet d’indépendance en 2018, comme elle l’avait annoncé. Ce report s’explique par la demande des autorités bancaires françaises et européennes concernant la production d’un « document qui décrira en détail les conditions et implications d'un scénario de sortie » qu’Arkéa n’a pas été en mesure de fournir pour le moment.
En juillet 2019, le groupe Arkéa achète la fintech Budget Insight. Budget Insight est une entreprise d'agrégation de données et d'initiation de paiements.
En 2019, le groupe est contraint d'injecter 540 millions d'euros dans Suravenir, sa filiale d'assurance-vie.
Depuis le 1er janvier 2020, la fédération Crédit Mutuel du Massif Central a quitté Arkéa pour rejoindre le Crédit Mutuel Alliance Fédérale.
En janvier 2020, l’entreprise est incitée par la Confédération nationale du Crédit Mutuel « à mettre en conformité le mode de rémunération de ses dirigeants » alors que les rémunérations variables de Ronan Le Moal et Jean-Pierre Denis ont atteint 3,7 et 4,5 millions d’euros entre 2010 et 2018. Ronan Le Moal annonce son départ le 12 février 2020 en raison de la future dilution de ses pouvoirs en tant que Directeur général à la suite de la modification des statuts enclenchée par le président du Crédit Mutuel Arkéa.
Le 12 février 2020, le Conseil d'administration du Crédit Mutuel Arkéa nomme Hélène Bernicot, directrice générale du groupe.
Les résultats financiers de 2019, publiés en mars de l'année suivante, font état d'une augmentation du bénéfice net de 17 % à 511 millions d'euros. Un chiffre dopé par une cession exceptionnelle selon la presse,. Ses résultats confortent, selon la direction de l'entité régionale, son idée d'indépendance pour l'avenir.
Le 21 avril 2020, le Crédit Mutuel annonce débloquer une enveloppe de 200 millions d'euros pour couvrir les pertes d'exploitation liées à l'épidémie de Coronavirus subies par ses clients entrepreneurs. Toutes les fédérations de la banque intègrent le dispositif, à l'exception du Crédit Mutuel Arkéa. À cette date, le Crédit Mutuel Arkéa a déjà accordé plus d'un milliard d'euros en prêts garantis par l'État, et procédé à des reports d'échéances pour 53 000 prêts, représentant plus de 4,5 milliards d'euros d'encours.
En mars 2021, le Crédit Mutuel Arkéa annonce le départ de son président, Jean-Pierre Denis, principal artisan du projet d’indépendance de la banque. Il touche à cette occasion 5 millions d'euros dont 3,25 millions « au titre de la cessation de son contrat de travail », une indemnité contraire au code de gouvernance Afep-Medef.
Début juin 2021, Julien Carmona, ex DG adjoint de Nexity, est nommé président de Crédit Mutuel Arkéa.
En 2021, le Crédit Mutuel Arkéa met au point une méthode de calcul en euros de ses performances extra-financières, permettant d'établir l'impact de son activité sur le plan environnemental et sociétal.
En 2022, il devient une entreprise à mission, statut qui en France donne à une entreprise une finalité d’ordre social ou environnemental en plus de son but lucratif. La même année, le Crédit Mutuel Arkéa annonce l’acquisition de Liberkeys, une start-up du domaine de l’immobilier qui propose de gérer toutes les étapes d’achat d’un bien pour une commission fixe.
En avril 2022, Le Crédit Mutuel Arkéa cède la majorité du capital de Leetchi SA, qui comprend Leetchi et MANGOPAY  à Advent International, fonds d'investissement américain. Le groupe annonce aussi la fin des activités d'Aumax pour moi et de Pumpkin.
En mai 2023, la Confédération Nationale du Crédit Mutuel, Crédit Mutuel Arkéa et les 19 fédérations ont signé un protocole d’accord qui préserve la cohésion du Crédit Mutuel et garantit l’autonomie de ses membres écho.

## Fédérations et filiales

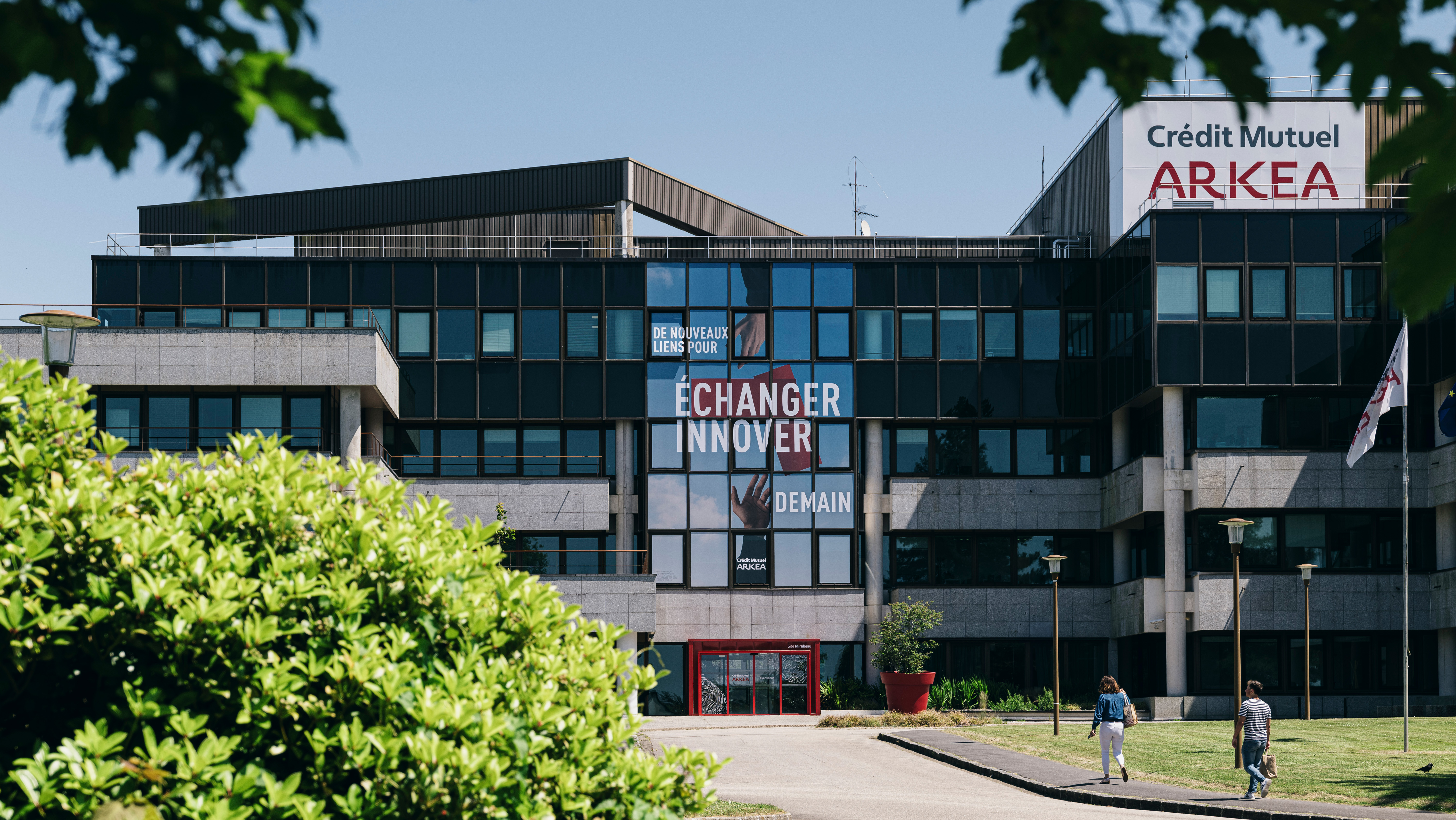
Crédit Mutuel de Bretagne face à la rade de Brest au Relecq-Kerhuon.

Le Crédit Mutuel Arkéa regroupe deux fédérations (Crédit Mutuel de Bretagne, Crédit Mutuel du Sud-Ouest) ainsi que les filiales Arkéa Banque Entreprises et Institutionnels, Arkéa Capital Investissement, Arkéa Capital Gestion, Arkéa Capital Partenaire, Arkéa Crédit Bail, Leasecom, ProCapital, Arkéa Banking Services, Monext, Arkéa Assistance, Arkéa Sécurité, Suravenir, Suravenir Assurances, Novélia, Arkéa Investment Services, Fortuneo Banque, Arkéa Financement & Services, CFCAL Banque, Armorique Habitat, Arkéa Home Loans SFH et Arkéa Public Sector SCF, Arkéa Foncière.
En 2021, le groupe compte environ 11 000 salariés et 5 millions de sociétaires et clients dans la bancassurance.
En juin 2018, le Crédit Mutuel Massif Central (CMMC), fédération du groupe Arkéa, reçoit le feu vert pour adhérer à la caisse fédérale du Crédit Mutuel CM11. Le CMMC avait voté en 2017, son retrait du Crédit Mutuel Arkéa, mais demeurait dans l’attente de l’agrément de la Confédération Nationale qui a été adopté le 19 juin 2018. Le CMMC affirmait en 2017 avoir décidé de quitter Arkéa pour rejoindre le Groupe Crédit Mutuel CM11 dans le but de « préserver les intérêts des sociétaires, salariés, et d’ouvrir une nouvelle phase de développement pour la fédération ».

## Communication

### Identités visuelles

Logo du Crédit Mutuel de Bretagne.
Logo du Crédit Mutuel du Sud-Ouest.
Logo de Fortuneo Banque.

## Prestation pour compte de tiers
Le Crédit Mutuel Arkéa met en place une offre de service informatiques et une offre de tenue de compte conservation titres et de réception-traitement des ordres, via ses filiales respectivement Arkea Banking Services et Procapital.
Arkea Banking Services traite l'informatique d'Allianz Bank, de la Banque Privée Européenne, d'Axa Banque et Crédit commercial de France

## Gouvernance
Le Crédit Mutuel Arkéa appartient au secteur bancaire coopératif et mutualiste. Le groupe n’est pas coté en Bourse et est responsable vis-à-vis de ses sociétaires. Ceux-ci sont à la fois actionnaires et clients, usufruitiers et consommateurs de l’entreprise.

### Le rôle des sociétaires
Le capital social est détenu par les sociétaires sous la forme de parts sociales. Les administrateurs du Crédit Mutuel Arkéa sont élus lors de l'assemblée générale annuelle par et parmi les 3 500 administrateurs de caisses locales des fédérations du Crédit Mutuel Arkéa.

### Conseil d’administration
Le conseil d’administration, présidé par Julien Carmona depuis 2021, est composé de 20 administrateurs et d'un censeur. 18 administrateurs représentent les sociétaires et 2 représentent les salariés. Le comité exécutif, présidé par Hélène Bernicot, supervise l'application de la stratégie du groupe.

## Partenariats et mécénat

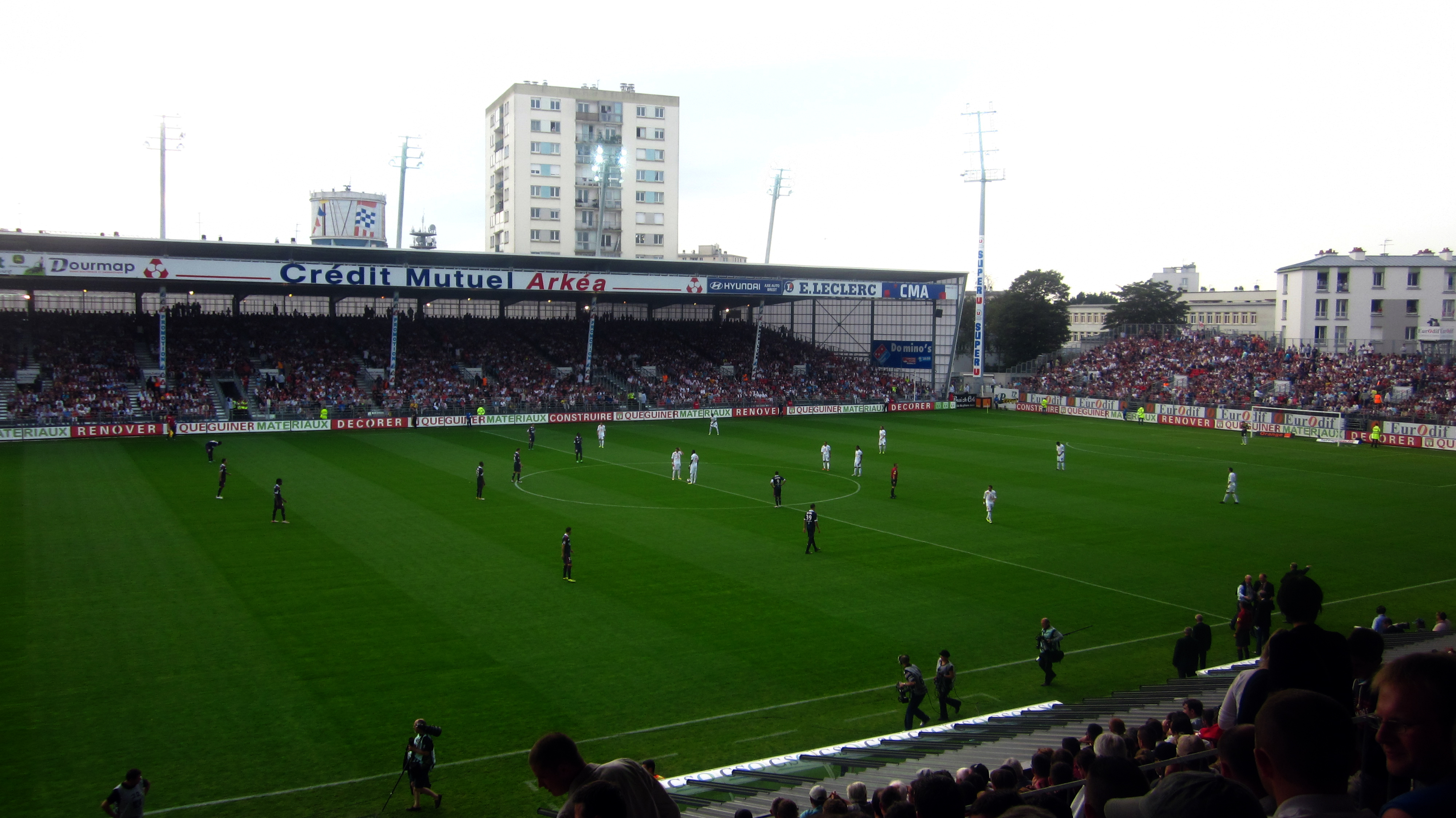
Tribune Arkéa du stade Francis-Le Blé à Brest.

Sur le plan culturel, Arkéa accompagne la Scène nationale de Brest, Le Quartz, depuis 1995. Il accueille dans sa propre galerie trois à quatre expositions artistiques chaque année. Il est partenaire du festival des Vieilles Charrues depuis 2011.
Sur le terrain des partenariats sportifs, le groupe accompagne le Stade brestois 29 et le Stade rennais football club[source insuffisante], Girondins de Bordeaux qui évoluent en Ligue 1, ainsi que les clubs de En Avant Guingamp, le Football Club de Lorient, et de Clermont Foot Auvergne (Ligue 2) jusqu'en 2019. Arkéa est aussi partenaire de l’Union Bordeaux Bègles (depuis 2018), de l'Aviron bayonnais (depuis 2020) et du RC Vannes (depuis 2023) pour le rugby. Le groupe soutient aussi depuis janvier 2019 l'équipe cycliste professionnelle d'Arkéa-Samsic : Arkéa se substituant à sa filiale Fortuneo comme partenaire titre. En novembre 2019, a été officialisée la création de l'équipe féminine Arkéa Pro Cycling Team, labellisée par l'Union Cycliste Internationale. À partir de 2024, les équipes Arkéa-Samsic et Arkéa Pro Cycling Team prendront la dénomination Arkéa-B & B Hotels.
Le CMB, l'un des fondateurs du Tour de Bretagne à la voile, s'est engagé dans la voile aux côtés de la région Bretagne, avec des démarches visant à soutenir les jeunes talents et les skippers confirmés. C’est ainsi qu’est née en 2011 la filière d’excellence de course au large « Bretagne - Crédit mutuel de Bretagne »[réf. souhaitée]. Le groupe Arkéa s'est engagé en 2018 dans la compétition IMOCA en accompagnant le skipper Sébastien Simon, issu de la filière Bretagne-CMB, en vue du Vendée Globe 2020. Depuis 2021, l'équipe Paprec Arkéa poursuit son engagement avec le skipper Yoann Richomme en vue du Vendée Globe 2024.
Côté universitaire, le Crédit Mutuel Arkéa est à l'origine de la création de l'IAE de Brest et de l'Euria. Il en est depuis le partenaire ainsi que de formations à Télécom Bretagne ou à la Brest Business School.
En octobre 2018, le groupe Arkéa a signé un contrat de naming avec l'Arkéa Arena de Bordeaux Métropole pour une durée de dix ans. Le prochain stade du Stade brestois 29 devrait se nommer Arkéa.
Le départ de la course de l'Arkea Ultim Challenge est donné le 7 janvier 2024. Il s'agit du premier tour du monde en solitaire à la voile en Ultim.

## Activité de lobbying
Pour l'année 2017, le Crédit Mutuel Arkéa déclare à la Haute Autorité pour la transparence de la vie publique exercer des activités de lobbying en France pour un montant qui n'excède pas 10 000 euros.
Pour l'année 2018, ce montant est compris entre 900 000 et 1 million d'euros.

## Langue bretonne

En breton, Crédit Mutuel de Bretagne s'écrit Kengredit Breizh.

Le Crédit Mutuel Arkéa développe pour ses services l'utilisation de la langue bretonne, dont l'usage est reconnu en vertu de la Convention de Genève de 1931. En 1980, le CMB met en circulation les premiers chéquiers en breton. Au milieu des années 1990, elle est l'une des premières banques à adhérer à l'association Produit en Bretagne, dont l’un des objectifs est de promouvoir la langue bretonne dans les entreprises. À partir de 1997, elle installe ses premiers distributeurs automatiques de billets (DAB) proposant le breton aux clients. En 2001, le CMB est l'une des premières entreprises à signer la charte « Ya d'ar brezhoneg » mise en place par l'Office public de la langue bretonne. Le slogan « La banque à qui parler » devient ainsi « Ar bank a c'heller komz gantañ »,,.
En 2016-2017, selon les sources consultées, il y a entre 10 000 et 20 000 chéquiers brittophones utilisés parmi les deux millions en circulation et 300 000 opérations sont réalisées chaque année en breton sur les DAB. Selon Dominique Andro, directeur général délégué du Crédit Mutuel Arkéa chargé des réseaux et des services spécialisés, cité dans le numéro de mai 2017 du magazine Bretons, les prochains développements du bilinguisme concernent la visibilité de la langue dans les agences qui sont à rénover et la traduction des sites web et applications mobiles du Crédit Mutuel de Bretagne,.